# Bombekanonjolle Nr. 1-17
Bombekanonjolle Nr. 1-17 var en serie små kanonbåde, forsynet med en enkelt kraftig kanon, og beregnet til nærforsvar samt til angreb på søforter og andre befæstninger.

## Tekniske data

### Generelt
- Længde: 14,8 m
- Bredde: 3,1 m
- Dybdegående: 0,8 m
- Bemanding: 24

### Armering
- Artelleri: 1 stk 60 pund bombekanon

## Tjeneste
Foruden numrene fik bådene følgende navne i 1860:
- Nr. 1, Alssund, bygget 1831, udgået 1889.
- Nr. 2, Barsø, bygget 1835, erobret af fjenden i 1864.
- Nr. 3, Aarøsund, bygget 1836, erobret af fjenden i 1864.
- Nr. 4, Baagø, bygget 1837, sænket for at undgå erobring, 29. juni 1864.
- Nr. 5, Brandsø, bygget 1837, udgået 1882 (Ombygget til lastpram).
- Nr. 6, Fænø, bygget 1838, erobret af fjenden i 1864.
- Nr. 7, Ekernsund, bygget 1839, erobret af fjenden i 1864.
- Nr. 8, Hørup, bygget 1839, erobret af fjenden i 1864.
- Nr. 9, Middelfart, bygget 1839, erobret af fjenden i 1864.
- Nr. 10, Snoghøj, bygget 1839, erobret af fjenden i 1864.
- Nr. 11, Kolding, bygget 1839, oplagt 1881, ombygget til lastpram 1889.
- Nr. 12, Ærø, bygget 1839, erobret af fjenden i 1864.
- Nr. 13, Lyø, bygget 1839, oplagt 1881, ombygget til lastpram 1889.
- Nr. 14, Hjelsminde, bygget 1839, oplagt 1881, ombygget til lastpram 1884.
- Nr. 15, Gjennerfjord, bygget 1839, oplagt 1881, ombygget til lastpram 1884.
- Nr. 16, Helgenæs, bygget 1845, oplagt 1881, ombygget til lastpram 1882.
- Nr. 17, Treldenæs, bygget 1845, oplagt 1881, ombygget til lastpram 1889.